# 1285
Високе Середньовіччя •  Реконкіста •  Ганза •  Монгольська імперія

## Геополітична ситуація
Андронік II Палеолог є імператором Візантійської імперії (до 1328), а Рудольф I королем Німеччини (до 1291). У Франції почав правити Філіп IV Красивий (до 1314).
Апеннінський півострів розділений: північ належить Священній Римській імперії, середню частину займає Папська область, південь належить Неаполітанському королівству. Деякі міста півночі: Венеція, Піза, Генуя тощо, мають статус міст-республік.
Майже весь Піренейський півострів займають християнські Кастилія (Леон, Астурія, Галісія), Наварра, Арагонське королівство (Арагон, Барселона) та Португалія, під владою маврів залишилися тільки землі на самому півдні. Едуард I Довгоногий є королем Англії (до 1307), Вацлав II — Богемії (до 1305), а королем Данії — Ерік V (до 1286).
Руські землі перебувають під владою Золотої Орди. Король Русі Лев Данилович править у Києві та Галичі (до 1301), Роман Михайлович Старий — у Чернігові (до 1288), Дмитро Олександрович Переяславський — у Володимиро-Суздальському князівстві (до 1294). На чолі королівства Угорщина стоїть Ласло IV Кун (до 1290). У Великопольщі княжить Пшемисл II (до 1296).
Монгольська імперія займає більшу частину Азії, але вона розділена на окремі улуси, що воюють між собою. У Китаї, зокрема, править монгольська династія Юань. У Єгипті владу утримують мамлюки. Невеликі території на Близькому Сході залишаються під владою хрестоносців. Мариніди правлять у Магрибі. Делійський султанат є наймогутнішою державою Північної Індії, а на півдні Індії панують держава Хойсалів та держава Пандья. В Японії триває період Камакура.
Цивілізація мая переживає посткласичний період. Почала зароджуватися цивілізація ацтеків.

## Події
- Литву очолив Бутигейд.
- Арагонський хрестовий похід.
  - Після відлучення арагонського короля Педро III від церкви, папа римський віддав арагонську корону французькому принцу. Король Франції Філіп III Сміливий розпочав війну проти Арагонського королівства, яка завершилася невдало.
  - Арагонський флот під командуванням Руджеро Лаурія завдав поразки флоту французького короля Філіпа III у морській битві поблизу Барселони.
  - Після смерті Філіпа III, який заразився маларією під Жироною, на французький трон зійшов Філіп IV Красивий.
- Розпочався понтифікат Гонорія IV.
- Після смерті Карла I Анжуйського Карл II Анжуйський став королем Неаполя, все ще перебуваючи в полоні в арагонців.
- Після смерті короля Арагону Педро III королем Сицилії став Яків II, а королем Арагону Альфонсо III.
- Гнезненський архієпископ Якуб Швінка постановив усім священикам у Польщі виголошувати проповіді польською мовою.
- Єгипетський султан Калаун взяв замок госпітальєрів Маргат.
- Монголи вчинили рейд на долину Інду, але війська Делійського султанату дали їм відсіч.

## Померли
- 9 вересня — Кунегунда Ростиславна (Галицька), королева Чехії, дружина Пшемисла Оттокара ІІ, донька галицького князя Ростислава Михайловича.